# Henrik, portugalski grof
Henrik (francuski Henri) bio je francuski plemić i grof Portugala te predak portugalskih vladara.

## Obitelj
Grof Henrik pripadao je obitelji vojvodstva Burgundije kao unuk Roberta I., burgundskog vojvode.
Henrikova je teta bila Konstancija, kastiljska kraljica supruga – žena Alfonsa VI. Hrabrog. Alfons je svoju kćer Tereziju udao za Henrika. Henrikov bratić, Rajmund Burgundski, oženio se Alfonsovom kćerju Urakom, koja je bila u sukobu sa svojom polusestrom Terezijom.
Terezijina i Henrikova djeca:
- Uraka, nazvana po poluteti
- Sanča
- Tereza
- Alfons, portugalski kralj (Afonso)